# Rickrolling

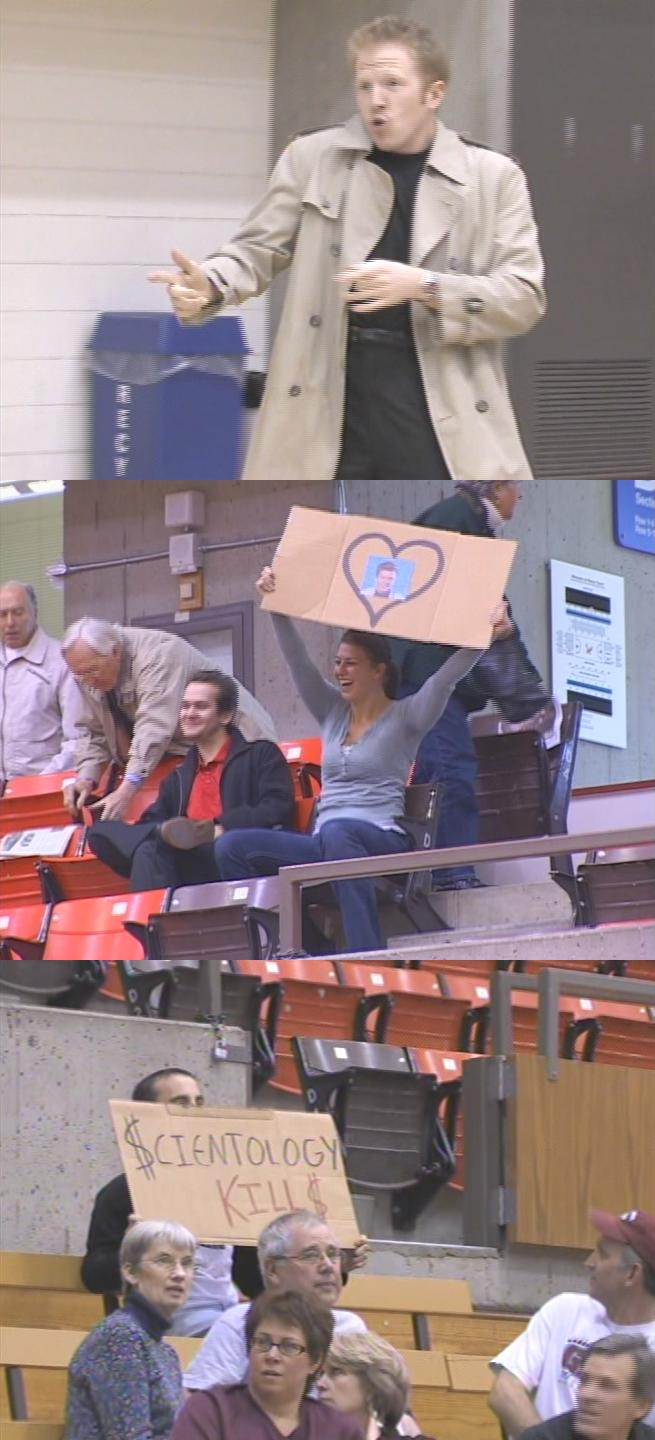
Négy női kosárlabdamérkőzést rickrolloztak a Kelet-washingtoni Egyetemen 2008 márciusában. Az első képen Davin Perry látható Rick Astley-nek öltözve, amint előadja a számot.

A rickrolling egy internetes mém, amiben valaki megad egy linket, ami állítása szerint valami, az éppen tárgyalt témához releváns tartalomhoz vezet, ehelyett azonban Rick Astley Never Gonna Give You Up című videóklipjére mutat. Aki rákattint és látja a klipet, arra azt mondják, hogy rickrollozva lett.
A Never Gonna Give You Up az 1980-as években népszerű Rick Astley 1987-ben megjelent Whenever You Need Somebody című albumán szerepelt. A dal, ami Astley első szólószáma volt, világszerte számos slágerlistát vezetett. Ehhez készült az énekes első videóklipje, melyben Astley előadja a dalt és táncol. A rickrolling a korábban a 4chan oldalon ismert duckrolling továbbfejlesztett változata, melyben a linkek egy kerekeken guruló kacsa képére mutattak. Az első ismert rickrolling 2007 májusában fordult elő a 4chan videojátékokról szóló fórumán, ahol azt állították, a link a Grand Theft Auto IV első trailerére vezet (ami a nagy forgalom miatt elérhetetlenné vált). A tréfa egy ideig csak a 4chanen volt ismert, 2008 májusára azonban elterjedt az interneten, és a mainstream média is foglalkozott vele. A SurveyUSA 2008 áprilisi felmérése szerint az amerikai felnőttek közül már legalább 18 milliót rickrolloztak. 2009 szeptemberében a Wired a rickrollingot a legismertebb átverések közé sorolta, az e-mailes lánclevelekkel együtt. Az eredeti videóklipet, amit erre használtak, a YouTube 2010 februárjában a felhasználói jogok megsértésére hivatkozva eltávolította, de egy nap múlva visszakerült.

## Példák
2008. február 10-én a Szcientológia Egyház elleni tüntetéseken New York, Washington, London, St. Louis, Detroit és Seattle utcáin kihangosítókon játszották a dalt. A The Guardian ezt élőben lefolytatott rickrollnak nevezte.
A New York Mets baseballcsapat weboldalán, ahol szavazni lehetett, melyik dalt játsszák le a stadionban egy mérkőzésük során, több webes közösség biztatására a Never Gonna Give You Up címét küldték be az olvasók. A dal több mint ötmillió szavazattal győzött, a csapat azonban úgy döntött, nem ezt a dalt választják.
2008. április elsején az internetet ellepte a rickrolling. A YouTube nyitóoldalán minden klip az Astley-klipre vezetett. Ugyanebben a hónapban Dan Kaminsky biztonságszakértő komoly biztonsági hibákra hívta fel a figyelmet azzal, hogy rickrollokat helyezett el a Facebookon és a PayPalen.
2008. június 7-én több politikai blog belinkelt egy felvételt, amin állítólag Michelle Obama rasszista megjegyzéseket tesz a fehérekre, de a klip valójában Astley daláé volt. Andrew Sullivan, Férjét sem kerülte el a rickrolling: Hugh Atkin ausztrál ügyvéd, több internetes vírusvideó készítője a YouTube-on parodizálta a mémet egy klipben, melyhez Barack Obama elnökjelölt szavait vágta be Astley dalához. A barackroll klipjét azóta elnémították a dal jogtalan használata miatt, de, ahogy a YouTube-on szokás, valaki mindig feltölti újra. Egy másik klip a republikánus jelöltet, John McCain szenátort mutatja, amint barackroll áldozatává válik egy országos republikánus gyűlésen, de ez a valóságban nem történt meg, a klipet csak összevágták.
2008. április 11-én Londonban, a liverpooli állomáson rickrolling flash mobot rendeztek. 3-400 ember vett rajta részt; elénekelték a teljes dalt. A Prankdialer.com weboldal telefonos rickrolling szolgáltatást nyújt, ahol be lehet írni egy telefonszámot, amit felhívnak, és aki felveszi, annak bejátsszák a dalt.
Az Electronic Arts videojátékkészítő cég Dante's Inferno nevű játékuk reklámhadjáratának részeként faládákat küldött több videojátékokkal foglalkozó weboldalnak. Minden ládában volt egy kalapács és védőszemüveg, és a ládák kinyitva Astley dalát játszották folyamatosan; elhallgattatni csak a láda szétverésével lehetett.

## Hatása
Egy 2008 márciusában adott interjúban Rick Astley elmondta, hogy a szcientológusok rickrollozását nagyon viccesnek tartja, és hogy nem szándékozik kihasználni újonnan szerzett hírnevét azzal, hogy új dalokat vagy remixeket készít. Magát az internetes mémet bizarrnak és szórakoztatónak tartja, csak az aggasztja, hogy a kislányát zavarba hozza.
2008 novemberében Rick Astleyt jelölték az MTV Europe Music Award for Best Act díjra, miután az internetes szavazók nagy része őrá szavazott, Astleyt pedig meg is hívták a díjkiosztóra, de november 6-án, pár órával a díjkiosztó előtt bejelentették, hogy az MTV Europe nem kívánja átadni neki a díjat ezen a rendezvényen, hanem majd később. Sok rajongó, aki rá szavazott, úgy érezte, hogy Astleyt mellőzték. Maga Astley mindenkinek megköszönte a szavazatát, és azt mondta, az MTV alaposan rickrollozva lett.
2009-ben Astley írt a 4chan alapítójának, Mootnak, és megköszönte neki a rickrolling-jelenséget.

## Külső hivatkozások
- Hasty, Katie. „'80s singer Rick Astley latest Web phenomenon”, Reuters, 2008. április 5.. [2012. szeptember 21-i dátummal az eredetiből archiválva] (Hozzáférés: 2008. április 5.)
- Horowitz, Etan. „Friday Picks: Wired on the gadget blog wars, Rick Astley on the 'Rickroll', church sign about Google”, OrlandoSentinel.com, Orlando Sentinel, 2008. március 28.. [2008. április 6-i dátummal az eredetiből archiválva] (Hozzáférés: 2008. április 1.)
- Savage, Marg. „Rickrolling and the league of web fame”, BBC News, BBC News, 2008. április 1. (Hozzáférés: 2008. április 22.)
- Ingram, Matthew. „Rick Astley, born again via YouTube”, The Globe and Mail, CTVglobemedia Publishing Inc., 2008. március 31.. [2008. április 5-i dátummal az eredetiből archiválva] (Hozzáférés: 2008. április 1.)
- Johnson, Steve. „On the first day of April: Another Google prank and Rick, rolling along”, Hypertext - The wide world of the web, Chicago Tribune, 2008. április 1.. [2012. december 6-i dátummal az eredetiből archiválva] (Hozzáférés: 2008. április 1.)
- Leahy, Brian. „New York Times Gets Rick Roll'd”, The Feed: The Only News You Need To Know, G4 TV, 2008. március 28.. [2012. december 8-i dátummal az eredetiből archiválva] (Hozzáférés: 2008. április 1.)
- McCarthy, Caroline. „'Rickrolled basketball game' video is '80s pop fiction”, CNET News, CNET Networks, Inc., 2008. március 26.. [2016. augusztus 3-i dátummal az eredetiből archiválva] (Hozzáférés: 2008. április 1.)
- Newborn, Andrew. „Dumb Internet memes are teh suck”, The Gateway, University of Alberta, 2008. április 1. (Hozzáférés: 2008. április 1.)
- Oliver, Chantelle. „The Academic Rickroll”, Walrus Magazine, 2008. március 31.. [2008. október 11-i dátummal az eredetiből archiválva] (Hozzáférés: 2008. április 1.)
- Pegoraro, Rob. „April Foolin'”, Faster Forward, The Washington Post, 2008. április 1. (Hozzáférés: 2008. április 1.)
- Reynolds, Simon. „Astley calls 'Rickrolling' craze 'brilliant'”, Digital Spy, Digital Spy Limited, 2008. március 28. (Hozzáférés: 2008. április 1.)
- Savage, Mark. „Rickrolling and the league of web fame: An estimated 13 million internet users have been tricked into watching the video for Rick Astley's Never Gonna Give You Up in the last couple of weeks.”, BBC News, BBC, 2008. április 1. (Hozzáférés: 2008. április 1.)
- Sleiman, Jad, Ben Penn. „Prank gives song new life”, Diamondback Online, University of Maryland, 2008. április 1.. [2008. április 7-i dátummal az eredetiből archiválva] (Hozzáférés: 2008. április 1.)
- Staff. „Astley prank storms web: A new internet craze known as 'rickrolling' has thrust Newton-le-Willows' 1980s pop star Rick Astley back into the spotlight”, BBC News, BBC, 2008. március 31. (Hozzáférés: 2008. április 1.)
- Staff. „Rick Astley 'Rick Roll' video prank becomes web phenomenon”, MSN Money UK, MSN, 2008. március 28.. [2008. március 31-i dátummal az eredetiből archiválva] (Hozzáférés: 2008. április 1.)
- Sternberg, Andy. „Rick Astley Calls Rickroll 'Hilarious,' 'Bizarre'; Plans Arena Tour, But Can He Still Dance?”, LAist, Gothamist LLC, 2008. március 25.. [2008. március 30-i dátummal az eredetiből archiválva] (Hozzáférés: 2008. április 1.)
- Van Buskirk, Eliot. „Rick Astley Addresses the Rickroll Phenomenon”, Wired News, CondéNet, Inc., 2008. március 26. (Hozzáférés: 2008. április 1.)
- Wells, Steven. „Opening Riff”, Philadelphia Weekly, 2008. április 9.. [2012. december 16-i dátummal az eredetiből archiválva] (Hozzáférés: 2008. április 10.)
- Tossell, Ivor. „They're never gonna give you up, Rick”, The Globe and Mail, 2008. április 17.. [2008. április 21-i dátummal az eredetiből archiválva] (Hozzáférés: 2008. április 18.)